# Fröttmaning

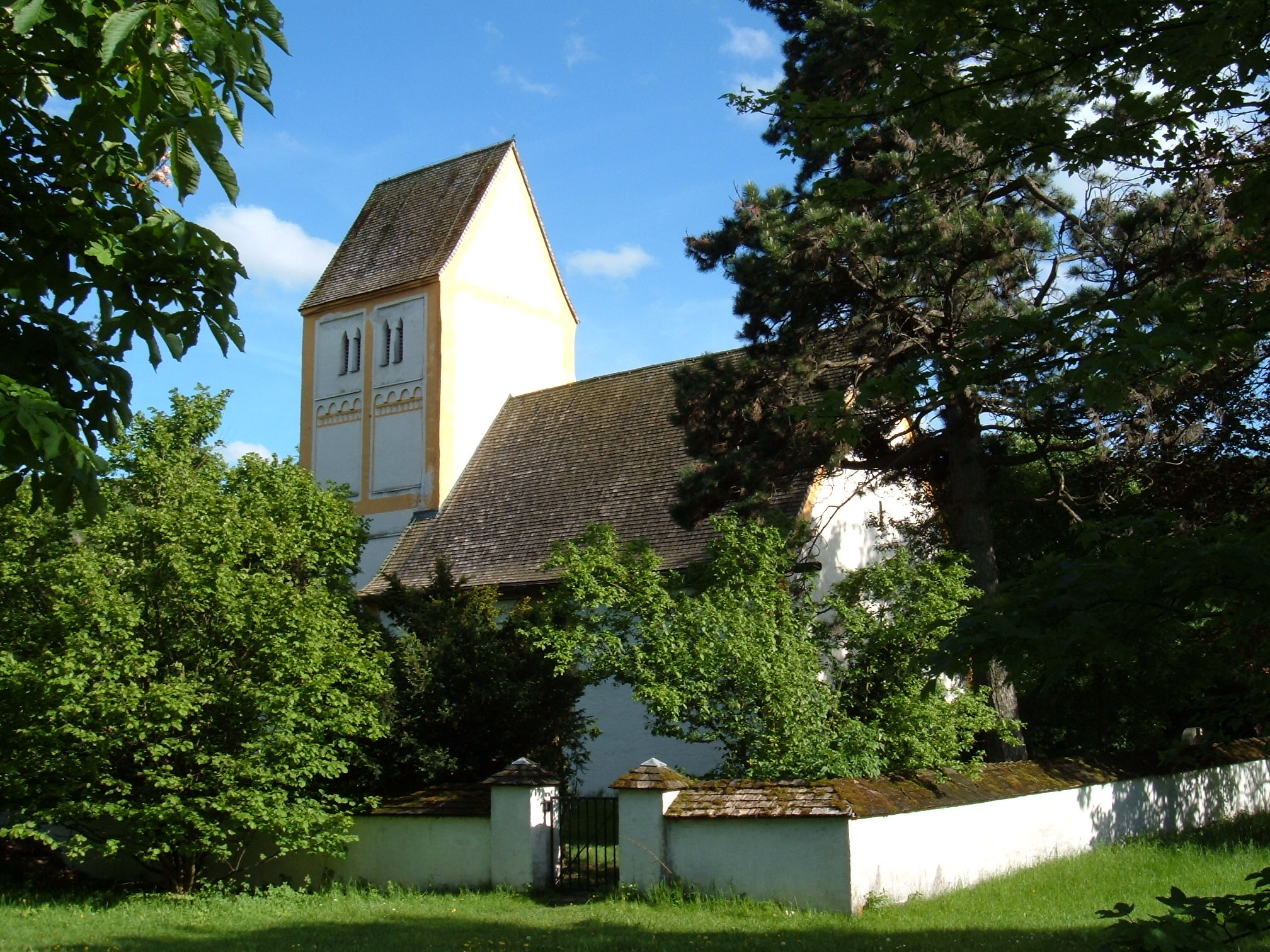
Heilig Kreuz Fröttmaning

Fröttmaning ist ein Stadtviertel der bayerischen Landeshauptstadt München und liegt im Norden des Stadtteils Freimann (Stadtbezirk 12 Schwabing-Freimann). Fröttmaning gehört zu den ältesten Siedlungen im heutigen Stadtgebiet. Am 19. April 815 wurde es als ad Freddamaringun; in loco Freddimaringa erstmals urkundlich erwähnt. Der Name leitet sich vom Vornamen Fridumar ab, der in etwa „der Friedfertige“ bedeutet. Zusammen mit der Endsilbe kann der Ortsname übersetzt werden mit „Eigentum / Gebiet des Fridumar“.

## Lage
Im Westen wird Fröttmaning durch Neuherberg (also durch die Grenze zur Gemeinde Oberschleißheim) begrenzt. Nördlich reicht Fröttmaning über die Autobahn A9 hinaus bis an die Münchner Stadtgrenze, die in etwa auf Höhe der ersten Häuser von Dirnismaning liegt. Im Osten endet Fröttmaning am Schwabinger Bach, südlich in etwa mit dem Klärwerk von Großlappen beziehungsweise der Werner-Heisenberg-Allee. Der südliche Teil Fröttmanings mit U-Bahnstation, Showpalast München und einigen Gewerbebetrieben entstanden eigentlich auf Großlappener Flur, sie werden aber heute ebenfalls zu Fröttmaning gezählt.

## Geschichte

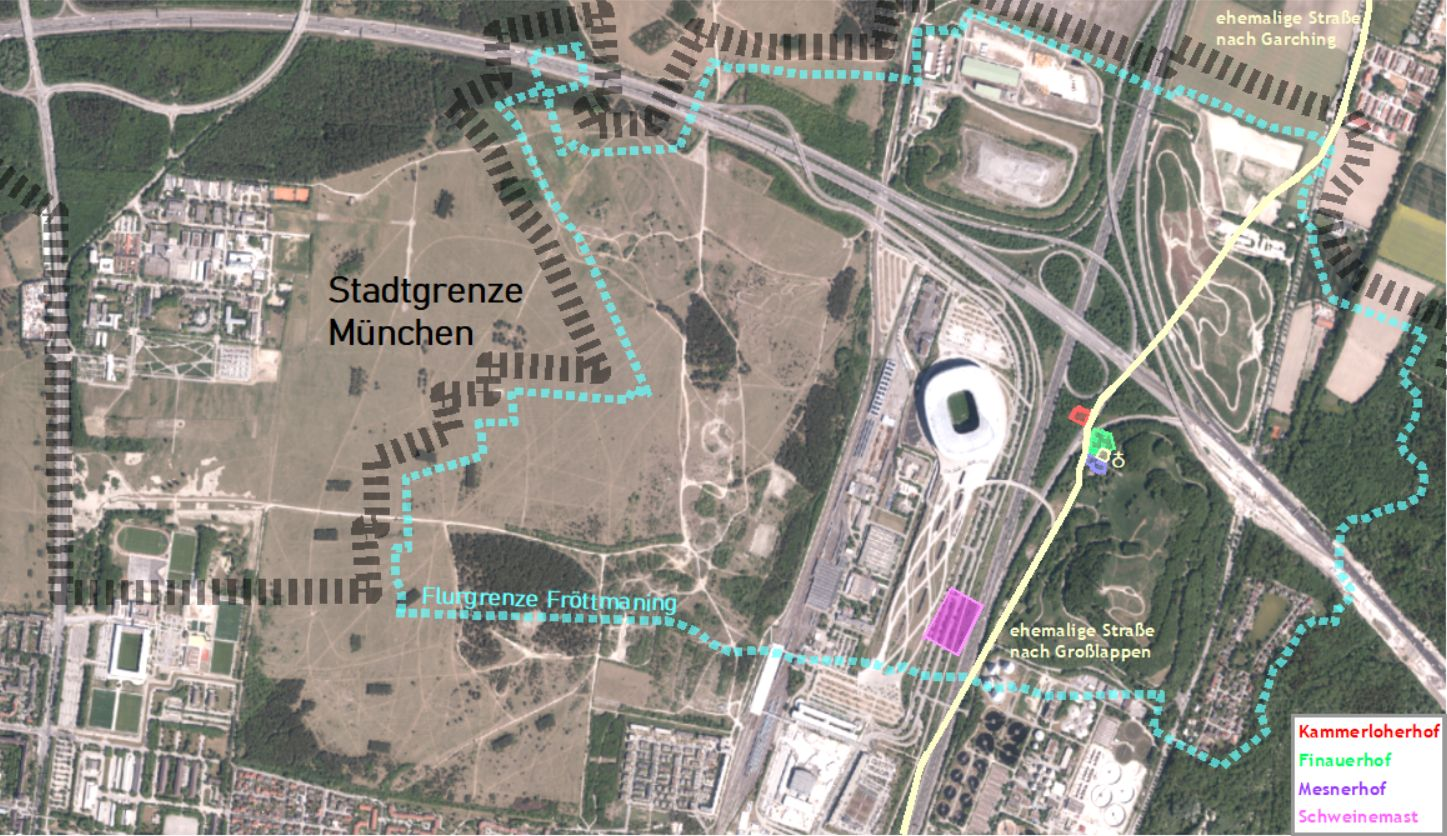
Ehemalige Lage des Dorfkerns von Fröttmaning um 1938

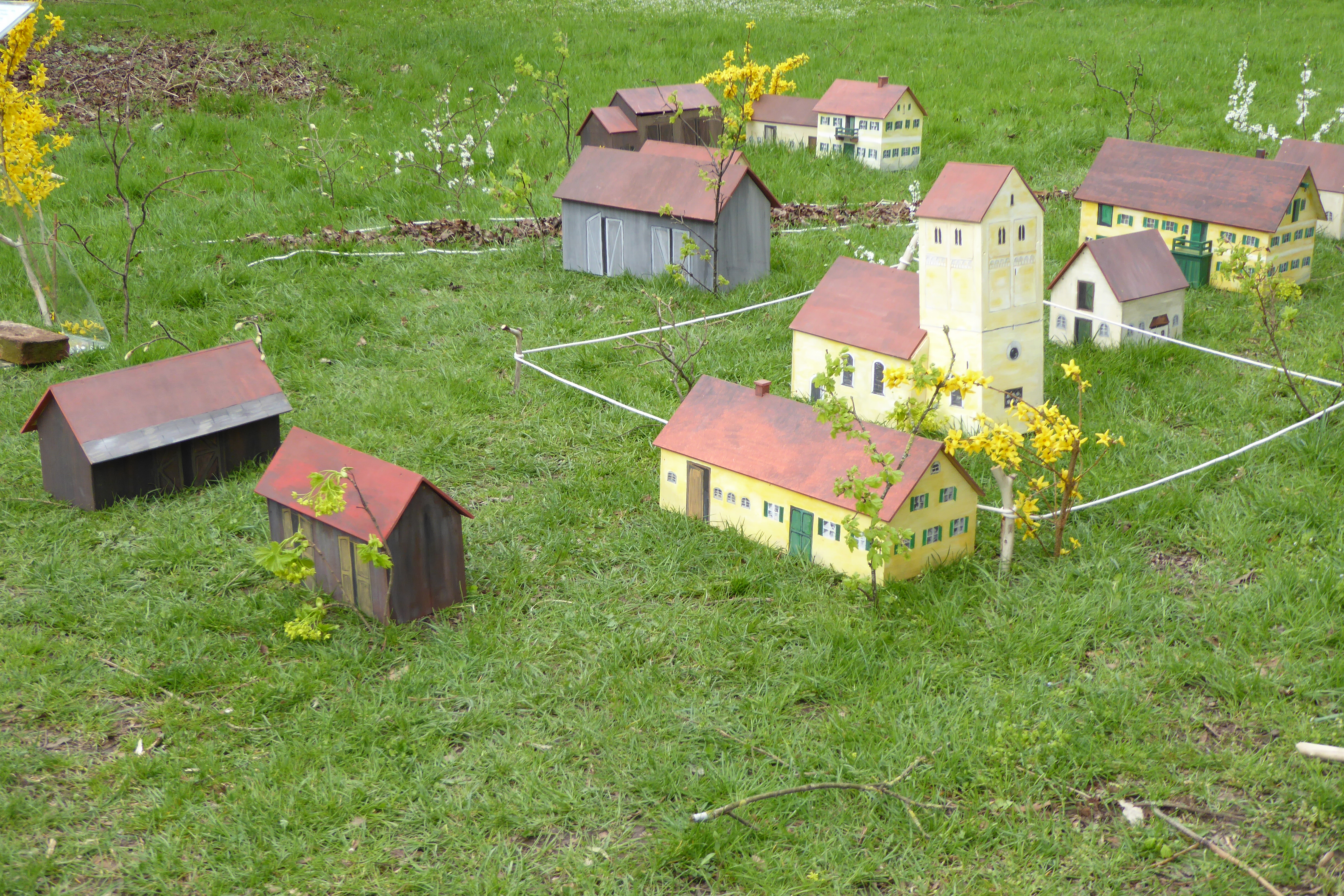
Modell des alten Dorfes Fröttmaning anlässlich der 1200-Jahr-Feier am 18./19. April 2015

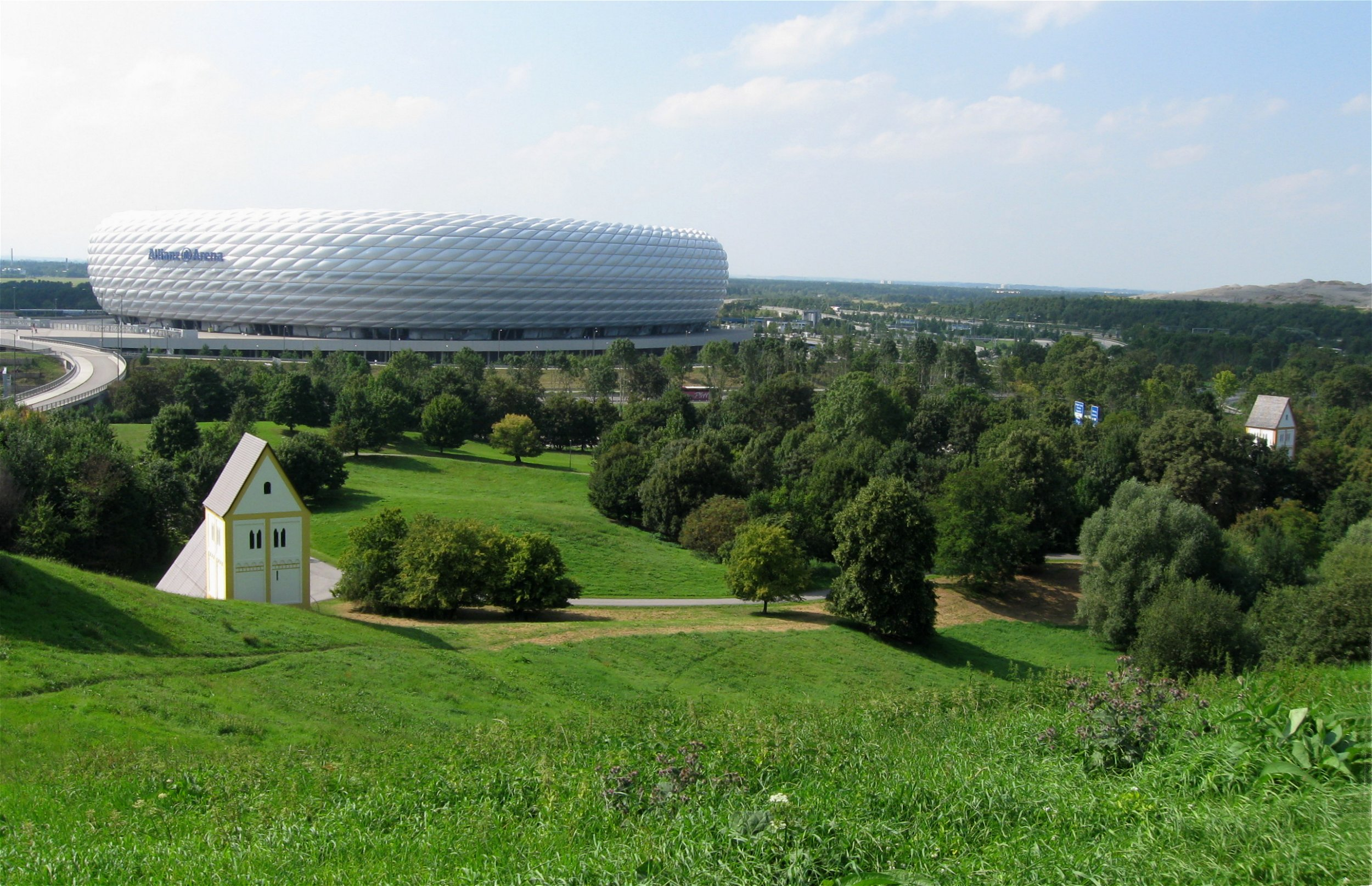
Fröttmaninger Berg, links die Kunstinstallation „Versunkenes Dorf“, rechts die Heilig-Kreuz-Kirche, hinten die Allianz Arena

Funde aus der Jungsteinzeit wie ein Steinbeil sowie Reihengräber aus der Merowingerzeit zeugen davon, dass in der Gegend schon vor viertausend Jahren Menschen siedelten. Das Dorf Fröttmaning entstand wahrscheinlich im 6. Jahrhundert n. Chr. durch Ansiedlung der Gemeinschaft mit dem Sippenführer Fridumar. Einer der Nachfahren war Situli, der ein vermutlich hölzernes Bethaus erbaute, welches am 19. April 815 durch Bischof Hitto von Freising geweiht wurde. Um der Kirche die wirtschaftliche Grundlage zu garantieren, übergab er ihr zwei Leibeigene sowie 20 Jauchert Ackerland und Wiesen.
Bis 1803 gehörte Fröttmaning zum Landgericht Kranzberg, zu dem auch Garching gehörte. Zu Gottesdiensten, die nur unregelmäßig in Fröttmaning stattfanden, gingen die Fröttmaninger in ihre Pfarrgemeinde nach Garching. So bestand nach Garching auch aufgrund vieler verwandtschaftlicher Beziehungen eine viel engere Verbindung als zum gleich weit entfernten Freimann. Aus dem Jahre 1556 sind vier Anwesen (drei Höfe und ein Hüthaus) belegt, die freilich schon früher bestanden:
- Kammerloher, auch Schäferhof genannt (Grundherr war bis zur Säkularisation das Heiliggeistspital zu München): Erster belegter Hofbesitzer war 1149 Handtlar. Von etwa 1556 bis 1725 bewirtschaftete die Familie Cammerloher mit Nachfahren den Hof und errichteten dort 1585 eine Schäferei. Einige Jahrzehnte übernahm die Familie Schäffler das Anwesen, bis sie 1749 so verschuldet waren, dass sie ihr Anwesen gegen den Messnerhof eintauschten. Bis 1907 war der Hof dann im Besitz der Spitzwecks. Letztgenannter Besitzer war 1919 Benedikt Widmann.[2]
- Messnerhof, auch Beim Leinthaler genannt (gehörte bis zur Säkularisation zur Kirche von Fröttmaning): Erster belegter Hofbesitzer war von 1473 bis 1491 Putz Pintenschuh. Nach einigen Besitzerwechseln übernahm 1689 Caspar Spitzweg aus Garching den Hof, nachdem er die Tochter des Vorbesitzers geheiratet hat. Sein Sohn tauscht dann 1749 das Anwesen gegen den Kammerloher Hof ein. Von da an war die Familie Schäffler Besitzer, 1836 heiratete Ursula Schäffler den Bruder des Leinthaler Hofs in Freimann, in dessen Familie der Hof bis mindestens 1933 verblieb.[2]
- Ostermayer-Hof, auch Finauer-Hof genannt (ein Teil gehörte bis zur Säkularisation dem St. Andreas-Stift zu Freising, der andere der Kirche Garching): Erster belegter Hofbesitzer war 1398 Ulrich Grintlechner. Der Namensgeber Sebastian Ostermayr übernahm den Hof nur eine relativ kurze Zeit von 1567 bis 1598. Die Finauers hingegen lebten hier von 1618 bis 1705, wobei der neue Besitzer Franz Faustner Anna Finauer heiratete. Der Hof blieb bis zum Abriss immer in Familienbesitz, durch Einheiratungen änderten sich aber die Nachnamen der Besitzer. Ab 1779 bleibt der Name Wiesmayer (auch Wismayr) allerdings bis mindestens 1922 erhalten.[2]

Die heutige Kirche Heilig Kreuz stammt wohl aus der Mitte des 13. Jahrhunderts, dendrochronologische Untersuchungen von Dachbalken weisen auf ein Fälldatum um 1400 hin, um diese Zeit ist auch eine Kirchenrenovierung belegt. Auch ältere, offenbar wiederverwendete Hölzer wurden dabei gefunden.
In Fröttmaning erhielten die Kinder schon ab 1764 vor der Einführung der allgemeinen Schulpflicht in Bayern Unterricht in einer kleinen Eremitenklause durch einen sogenannten Schulhalter (auch Eremit, Klausner oder Waldbruder genannt). Ab 1782 besuchten sie dann die Schule in Garching, später dann in Freimann. Eine Volkszählung Mitte des 19. Jahrhunderts belegt, dass Fröttmaning 38 Einwohner in drei Haushalten besaß. Die Grabsteine auf dem Fröttmaninger Friedhof geben Aufschluss über deren Tätigkeiten, dort sind unter anderem Gutsverwalter, Schafhalter und Kirchenmesner zu finden.
1803 wurde Fröttmaning weg vom Landgericht Kranzberg zum neu gebildeten Landgericht München gelegt. Mit dem ersten Gemeindeedikt 1808 war Fröttmaning dann Ortsteil der neu gebildeten Gemeinde Freimann (zusammen mit Neufreimann, Kulturheim, Klein- und Großlappen).
In den folgenden Jahrzehnten gab es anders als im sich stark industriell entwickelnden Freimann wenig Veränderung in Fröttmaning, die Anzahl der Höfe blieb gleich und man verdiente sein Geld weiterhin mit der Landwirtschaft. Zur Eingemeindung nach München leisteten die Fröttmaninger deswegen großen Widerstand und beantragten sogar eine Eingemeindung nach Garching, die zu dieser Zeit ebenfalls eher landwirtschaftlich geprägt waren und zu denen wesentlich intensivere Beziehungen gepflegt wurden. Dazu kam es aber nicht, ab 1. Oktober 1931 wurde Fröttmaning als Teil der Gemeinde Freimann nach München eingemeindet. Den Fröttmaningern wurden lediglich kleinere Zugeständnisse gemacht, wie zum Beispiel eine etwas längere Übergangszeit für Hausschlachtungen, sowie eine geringere Hundesteuer. Diese Vorteile endeten aber am 30. Januar 1935.
Durch den Bau der Freisinger Landstraße entstand ein kleiner See nordöstlich von Großlappen. Der Grund gehörte dem Besitzer des Finauer-Hofs Franz Wiesmayr, der einen Teil des Geländes an den Unternehmer Röck verkaufte. Der errichtete darauf ein kleines Unternehmen zur Düngerverwertung aus dem Klärwerk Großlappen. Das Unternehmen lief nicht erfolgreich und er parzellierte das Grundstück und verkaufte die einzelnen Grundstücke an siedlungswillige Bürger. Die Grundstücke waren nur als landwirtschaftliche Flächen deklariert und deswegen günstig, trotz Kontrollen durch die Polizei und fehlender Genehmigung errichteten die Bewohner heimlich ihre Siedlung, die Auensiedlung (manchmal auch Röck-Siedlung) genannt wird.
Nach dem Zweiten Weltkrieg wurde der alte Ortskern von Fröttmaning zur Errichtung von Infrastruktureinrichtungen wie z. B. das Autobahnkreuz München-Nord in den 1950er-Jahren schrittweise abgerissen. Ende der 1960er Jahre wurden für die Mülldeponie die letzten Gutshöfe abgebrochen, die die Stadt München zuvor aufkaufte.

## Fröttmaning heute

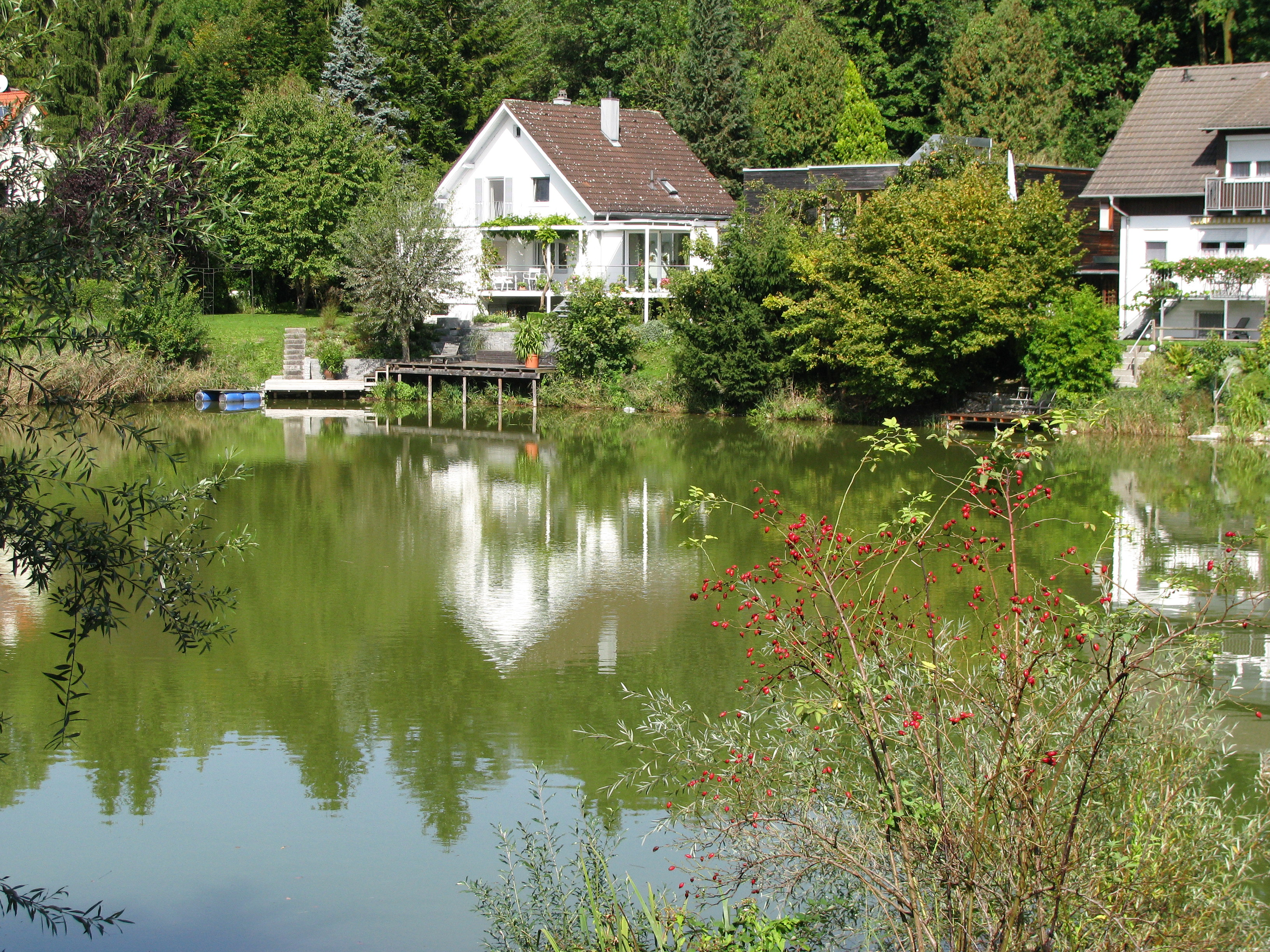
Auensiedlung mit See

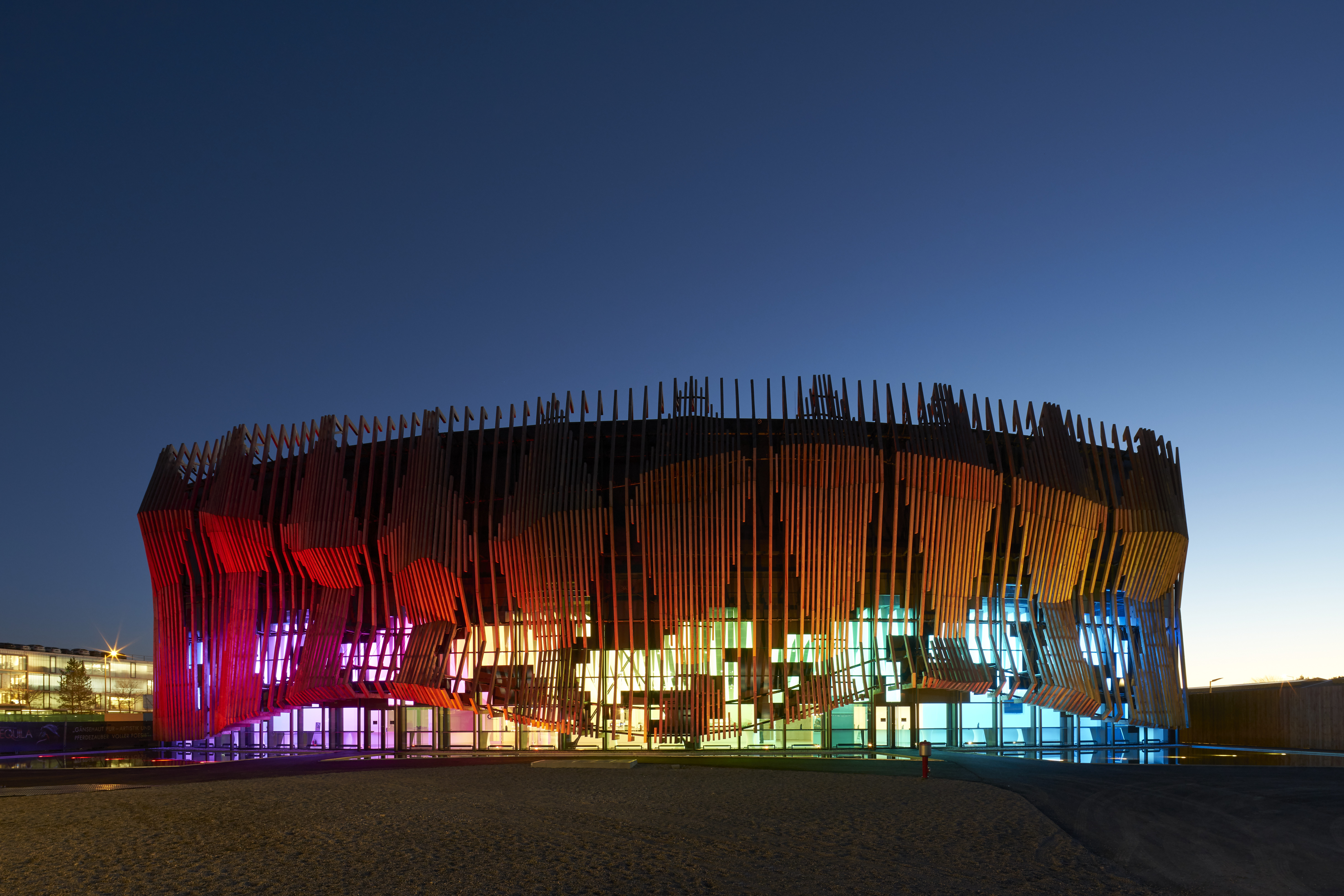
Equila Showpalast 2018

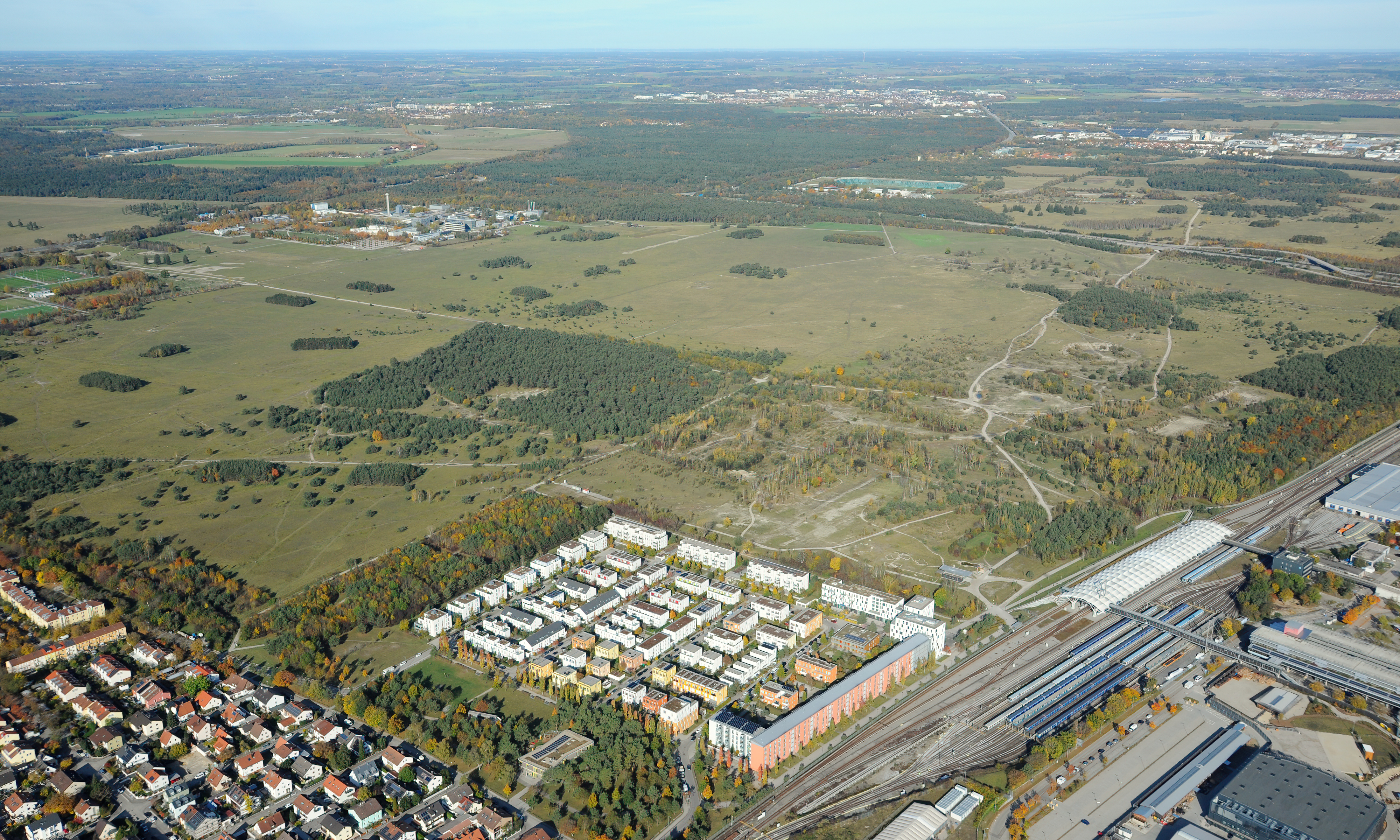
Fröttmaninger Heide

Der alte Dorfkern von Fröttmaning ist seit dem Ende der 1960er Jahre faktisch eine Wüstung. Lediglich die ehemalige Dorfkirche Heilig Kreuz ist erhalten und heute stadtplanerisch in das renaturierte Deponiegelände Fröttmaninger Berg eingebunden. Dort steht auch eine von Timm Ulrichs entworfene, halb in den Berg eingebaute Nachbildung der Kirche, die an das Verschwinden Fröttmanings unter dem Müllberg erinnern soll.
Das einzige Wohngebiet, das heute noch auf dem Gebiet des ehemaligen Dorfes Fröttmaning besteht, ist die 1948 entstandene Auensiedlung.
Überregionale Bedeutung erlangte Fröttmaning durch die Allianz Arena, die durch die Anschlussstelle „München-Fröttmaning Süd“ der A9, die Anschlussstelle „München-Fröttmaning Nord“ der A 99 – Autobahnring München Nord und den U-Bahnhof Fröttmaning der U6 erschlossen ist. Dort befindet sich auch ein Park-and-Ride-Parkhaus. In Fröttmaning befindet sich ebenfalls die Technische Basis der U-Bahn München.
In der Nähe des U-Bahnhofs wurde am 14. August 2008 ein Theaterzelt mit 1.908 Sitzplätzen eröffnet, das als Interimsspielstätte des Deutschen Theaters während der Sanierung des Stammhauses bis zu seiner Wiedereröffnung am 16. Januar 2014 diente.
Seit November 2017 hat sich auf einem über fünf Hektar großen Gelände in Fröttmaning nahe dem U-Bahnhof Fröttmaning ein Pferde-Freizeitpark niedergelassen. Geplant waren zwölf Themen-Pavillons, darunter eine Fohlenstation, ein 360°-Kino, ein Pferdemuseum und ein Showpalast mit über 1700 Sitzplätzen für die Pferdeshow Apassionata. Nach einem Gesellschafterstreit erfolgte die Eröffnung verspätet Mitte August 2018, nicht unter Regie des Apassionata-Gründers und unter dem neuen Namen „Equilaland“. 2019 wurde der Pferde-Erlebnispark umbenannt in „Cavalluna Park“ und damit dem aktuellen Titel der Tour der Pferdeshow „Cavalluna“ angeglichen. In den ersten sieben Monaten nach der Eröffnung hatte der Park mehr als eine Viertelmillion Besucher. Nach Problemen mit dem chinesischen Investor wurde der Park im August 2019 geschlossen, auch die Halle wird seither nicht mehr mit Pferdeshows bespielt. Der Münchner Stadtrat plant 2028 den Fröttmaninger Showpalast abzureißen, um dort einen Betriebshof für Straßenbahnen und Busse zu errichten.
Nach Fröttmaning ist die angrenzende Fröttmaninger Heide benannt.